# (21655) Niklauswirth
(21655) Niklauswirth ist ein Asteroid des Hauptgürtels, der am 8. August 1999 von der tschechischen Astronomin Lenka Šarounová an der Sternwarte Ondřejov (IAU-Code 557) auf dem Berg Manda in Ondřejov in Tschechien entdeckt wurde.
Der Asteroid wurde nach dem Schweizer Informatiker Niklaus Wirth (1934–2024) benannt. Der Turing-Preisträger lehrte von 1984 bis 1999 an der Eidgenössischen Technischen Hochschule in Zürich als Professor für Informatik und entwickelte dort unter anderem die Programmiersprachen Pascal, Modula-2 und Oberon und die Computersysteme Lilith und Ceres.